# 1249
Portal Geschichte | Portal Biografien | Aktuelle Ereignisse | Jahreskalender | Tagesartikel

◄ |
12. Jahrhundert |
13. Jahrhundert
| 14. Jahrhundert | ►

◄ |
1210er |
1220er |
1230er |
1240er
| 1250er | 1260er | 1270er | ►

◄◄ |
◄ |
1245 |
1246 |
1247 |
1248 |
1249
| 1250 | 1251 | 1252 | 1253 | ► | ►►
Staatsoberhäupter  · Nekrolog
| Januar | Januar | Januar | Januar | Januar | Januar | Januar | Januar |
| Kw     | Mo     | Di     | Mi     | Do     | Fr     | Sa     | So     |
| ------ | ------ | ------ | ------ | ------ | ------ | ------ | ------ |
| 53     |        |        |        |        | 1      | 2      | 3      |
| 1      | 4      | 5      | 6      | 7      | 8      | 9      | 10     |
| 2      | 11     | 12     | 13     | 14     | 15     | 16     | 17     |
| 3      | 18     | 19     | 20     | 21     | 22     | 23     | 24     |
| 4      | 25     | 26     | 27     | 28     | 29     | 30     | 31     |

| Februar | Februar | Februar | Februar | Februar | Februar | Februar | Februar |
| Kw      | Mo      | Di      | Mi      | Do      | Fr      | Sa      | So      |
| ------- | ------- | ------- | ------- | ------- | ------- | ------- | ------- |
| 5       | 1       | 2       | 3       | 4       | 5       | 6       | 7       |
| 6       | 8       | 9       | 10      | 11      | 12      | 13      | 14      |
| 7       | 15      | 16      | 17      | 18      | 19      | 20      | 21      |
| 8       | 22      | 23      | 24      | 25      | 26      | 27      | 28      |

| März | März | März | März | März | März | März | März |
| Kw   | Mo   | Di   | Mi   | Do   | Fr   | Sa   | So   |
| ---- | ---- | ---- | ---- | ---- | ---- | ---- | ---- |
| 9    | 1    | 2    | 3    | 4    | 5    | 6    | 7    |
| 10   | 8    | 9    | 10   | 11   | 12   | 13   | 14   |
| 11   | 15   | 16   | 17   | 18   | 19   | 20   | 21   |
| 12   | 22   | 23   | 24   | 25   | 26   | 27   | 28   |
| 13   | 29   | 30   | 31   |      |      |      |      |

| April | April | April | April | April | April | April | April |
| Kw    | Mo    | Di    | Mi    | Do    | Fr    | Sa    | So    |
| ----- | ----- | ----- | ----- | ----- | ----- | ----- | ----- |
| 13    |       |       |       | 1     | 2     | 3     | 4     |
| 14    | 5     | 6     | 7     | 8     | 9     | 10    | 11    |
| 15    | 12    | 13    | 14    | 15    | 16    | 17    | 18    |
| 16    | 19    | 20    | 21    | 22    | 23    | 24    | 25    |
| 17    | 26    | 27    | 28    | 29    | 30    |       |       |

| Mai | Mai | Mai | Mai | Mai | Mai | Mai | Mai |
| Kw  | Mo  | Di  | Mi  | Do  | Fr  | Sa  | So  |
| --- | --- | --- | --- | --- | --- | --- | --- |
| 17  |     |     |     |     |     | 1   | 2   |
| 18  | 3   | 4   | 5   | 6   | 7   | 8   | 9   |
| 19  | 10  | 11  | 12  | 13  | 14  | 15  | 16  |
| 20  | 17  | 18  | 19  | 20  | 21  | 22  | 23  |
| 21  | 24  | 25  | 26  | 27  | 28  | 29  | 30  |
| 22  | 31  |     |     |     |     |     |     |

| Juni | Juni | Juni | Juni | Juni | Juni | Juni | Juni |
| Kw   | Mo   | Di   | Mi   | Do   | Fr   | Sa   | So   |
| ---- | ---- | ---- | ---- | ---- | ---- | ---- | ---- |
| 22   |      | 1    | 2    | 3    | 4    | 5    | 6    |
| 23   | 7    | 8    | 9    | 10   | 11   | 12   | 13   |
| 24   | 14   | 15   | 16   | 17   | 18   | 19   | 20   |
| 25   | 21   | 22   | 23   | 24   | 25   | 26   | 27   |
| 26   | 28   | 29   | 30   |      |      |      |      |

| Juli | Juli | Juli | Juli | Juli | Juli | Juli | Juli |
| Kw   | Mo   | Di   | Mi   | Do   | Fr   | Sa   | So   |
| ---- | ---- | ---- | ---- | ---- | ---- | ---- | ---- |
| 26   |      |      |      | 1    | 2    | 3    | 4    |
| 27   | 5    | 6    | 7    | 8    | 9    | 10   | 11   |
| 28   | 12   | 13   | 14   | 15   | 16   | 17   | 18   |
| 29   | 19   | 20   | 21   | 22   | 23   | 24   | 25   |
| 30   | 26   | 27   | 28   | 29   | 30   | 31   |      |

| August | August | August | August | August | August | August | August |
| Kw     | Mo     | Di     | Mi     | Do     | Fr     | Sa     | So     |
| ------ | ------ | ------ | ------ | ------ | ------ | ------ | ------ |
| 30     |        |        |        |        |        |        | 1      |
| 31     | 2      | 3      | 4      | 5      | 6      | 7      | 8      |
| 32     | 9      | 10     | 11     | 12     | 13     | 14     | 15     |
| 33     | 16     | 17     | 18     | 19     | 20     | 21     | 22     |
| 34     | 23     | 24     | 25     | 26     | 27     | 28     | 29     |
| 35     | 30     | 31     |        |        |        |        |        |

| September | September | September | September | September | September | September | September |
| Kw        | Mo        | Di        | Mi        | Do        | Fr        | Sa        | So        |
| --------- | --------- | --------- | --------- | --------- | --------- | --------- | --------- |
| 35        |           |           | 1         | 2         | 3         | 4         | 5         |
| 36        | 6         | 7         | 8         | 9         | 10        | 11        | 12        |
| 37        | 13        | 14        | 15        | 16        | 17        | 18        | 19        |
| 38        | 20        | 21        | 22        | 23        | 24        | 25        | 26        |
| 39        | 27        | 28        | 29        | 30        |           |           |           |

| Oktober | Oktober | Oktober | Oktober | Oktober | Oktober | Oktober | Oktober |
| Kw      | Mo      | Di      | Mi      | Do      | Fr      | Sa      | So      |
| ------- | ------- | ------- | ------- | ------- | ------- | ------- | ------- |
| 39      |         |         |         |         | 1       | 2       | 3       |
| 40      | 4       | 5       | 6       | 7       | 8       | 9       | 10      |
| 41      | 11      | 12      | 13      | 14      | 15      | 16      | 17      |
| 42      | 18      | 19      | 20      | 21      | 22      | 23      | 24      |
| 43      | 25      | 26      | 27      | 28      | 29      | 30      | 31      |

| November | November | November | November | November | November | November | November |
| Kw       | Mo       | Di       | Mi       | Do       | Fr       | Sa       | So       |
| -------- | -------- | -------- | -------- | -------- | -------- | -------- | -------- |
| 44       | 1        | 2        | 3        | 4        | 5        | 6        | 7        |
| 45       | 8        | 9        | 10       | 11       | 12       | 13       | 14       |
| 46       | 15       | 16       | 17       | 18       | 19       | 20       | 21       |
| 47       | 22       | 23       | 24       | 25       | 26       | 27       | 28       |
| 48       | 29       | 30       |          |          |          |          |          |

| Dezember | Dezember | Dezember | Dezember | Dezember | Dezember | Dezember | Dezember |
| Kw       | Mo       | Di       | Mi       | Do       | Fr       | Sa       | So       |
| -------- | -------- | -------- | -------- | -------- | -------- | -------- | -------- |
| 48       |          |          | 1        | 2        | 3        | 4        | 5        |
| 49       | 6        | 7        | 8        | 9        | 10       | 11       | 12       |
| 50       | 13       | 14       | 15       | 16       | 17       | 18       | 19       |
| 51       | 20       | 21       | 22       | 23       | 24       | 25       | 26       |
| 52       | 27       | 28       | 29       | 30       | 31       |          |          |

| Januar | Januar | Januar | Januar | Januar | Januar | Januar | Januar |
| Kw     | Mo     | Di     | Mi     | Do     | Fr     | Sa     | So     |
| ------ | ------ | ------ | ------ | ------ | ------ | ------ | ------ |
| 53     |        |        |        |        | 1      | 2      | 3      |
| 1      | 4      | 5      | 6      | 7      | 8      | 9      | 10     |
| 2      | 11     | 12     | 13     | 14     | 15     | 16     | 17     |
| 3      | 18     | 19     | 20     | 21     | 22     | 23     | 24     |
| 4      | 25     | 26     | 27     | 28     | 29     | 30     | 31     |

| Februar | Februar | Februar | Februar | Februar | Februar | Februar | Februar |
| Kw      | Mo      | Di      | Mi      | Do      | Fr      | Sa      | So      |
| ------- | ------- | ------- | ------- | ------- | ------- | ------- | ------- |
| 5       | 1       | 2       | 3       | 4       | 5       | 6       | 7       |
| 6       | 8       | 9       | 10      | 11      | 12      | 13      | 14      |
| 7       | 15      | 16      | 17      | 18      | 19      | 20      | 21      |
| 8       | 22      | 23      | 24      | 25      | 26      | 27      | 28      |

| März | März | März | März | März | März | März | März |
| Kw   | Mo   | Di   | Mi   | Do   | Fr   | Sa   | So   |
| ---- | ---- | ---- | ---- | ---- | ---- | ---- | ---- |
| 9    | 1    | 2    | 3    | 4    | 5    | 6    | 7    |
| 10   | 8    | 9    | 10   | 11   | 12   | 13   | 14   |
| 11   | 15   | 16   | 17   | 18   | 19   | 20   | 21   |
| 12   | 22   | 23   | 24   | 25   | 26   | 27   | 28   |
| 13   | 29   | 30   | 31   |      |      |      |      |

| April | April | April | April | April | April | April | April |
| Kw    | Mo    | Di    | Mi    | Do    | Fr    | Sa    | So    |
| ----- | ----- | ----- | ----- | ----- | ----- | ----- | ----- |
| 13    |       |       |       | 1     | 2     | 3     | 4     |
| 14    | 5     | 6     | 7     | 8     | 9     | 10    | 11    |
| 15    | 12    | 13    | 14    | 15    | 16    | 17    | 18    |
| 16    | 19    | 20    | 21    | 22    | 23    | 24    | 25    |
| 17    | 26    | 27    | 28    | 29    | 30    |       |       |

| Mai | Mai | Mai | Mai | Mai | Mai | Mai | Mai |
| Kw  | Mo  | Di  | Mi  | Do  | Fr  | Sa  | So  |
| --- | --- | --- | --- | --- | --- | --- | --- |
| 17  |     |     |     |     |     | 1   | 2   |
| 18  | 3   | 4   | 5   | 6   | 7   | 8   | 9   |
| 19  | 10  | 11  | 12  | 13  | 14  | 15  | 16  |
| 20  | 17  | 18  | 19  | 20  | 21  | 22  | 23  |
| 21  | 24  | 25  | 26  | 27  | 28  | 29  | 30  |
| 22  | 31  |     |     |     |     |     |     |

| Juni | Juni | Juni | Juni | Juni | Juni | Juni | Juni |
| Kw   | Mo   | Di   | Mi   | Do   | Fr   | Sa   | So   |
| ---- | ---- | ---- | ---- | ---- | ---- | ---- | ---- |
| 22   |      | 1    | 2    | 3    | 4    | 5    | 6    |
| 23   | 7    | 8    | 9    | 10   | 11   | 12   | 13   |
| 24   | 14   | 15   | 16   | 17   | 18   | 19   | 20   |
| 25   | 21   | 22   | 23   | 24   | 25   | 26   | 27   |
| 26   | 28   | 29   | 30   |      |      |      |      |

| Juli | Juli | Juli | Juli | Juli | Juli | Juli | Juli |
| Kw   | Mo   | Di   | Mi   | Do   | Fr   | Sa   | So   |
| ---- | ---- | ---- | ---- | ---- | ---- | ---- | ---- |
| 26   |      |      |      | 1    | 2    | 3    | 4    |
| 27   | 5    | 6    | 7    | 8    | 9    | 10   | 11   |
| 28   | 12   | 13   | 14   | 15   | 16   | 17   | 18   |
| 29   | 19   | 20   | 21   | 22   | 23   | 24   | 25   |
| 30   | 26   | 27   | 28   | 29   | 30   | 31   |      |

| August | August | August | August | August | August | August | August |
| Kw     | Mo     | Di     | Mi     | Do     | Fr     | Sa     | So     |
| ------ | ------ | ------ | ------ | ------ | ------ | ------ | ------ |
| 30     |        |        |        |        |        |        | 1      |
| 31     | 2      | 3      | 4      | 5      | 6      | 7      | 8      |
| 32     | 9      | 10     | 11     | 12     | 13     | 14     | 15     |
| 33     | 16     | 17     | 18     | 19     | 20     | 21     | 22     |
| 34     | 23     | 24     | 25     | 26     | 27     | 28     | 29     |
| 35     | 30     | 31     |        |        |        |        |        |

| September | September | September | September | September | September | September | September |
| Kw        | Mo        | Di        | Mi        | Do        | Fr        | Sa        | So        |
| --------- | --------- | --------- | --------- | --------- | --------- | --------- | --------- |
| 35        |           |           | 1         | 2         | 3         | 4         | 5         |
| 36        | 6         | 7         | 8         | 9         | 10        | 11        | 12        |
| 37        | 13        | 14        | 15        | 16        | 17        | 18        | 19        |
| 38        | 20        | 21        | 22        | 23        | 24        | 25        | 26        |
| 39        | 27        | 28        | 29        | 30        |           |           |           |

| Oktober | Oktober | Oktober | Oktober | Oktober | Oktober | Oktober | Oktober |
| Kw      | Mo      | Di      | Mi      | Do      | Fr      | Sa      | So      |
| ------- | ------- | ------- | ------- | ------- | ------- | ------- | ------- |
| 39      |         |         |         |         | 1       | 2       | 3       |
| 40      | 4       | 5       | 6       | 7       | 8       | 9       | 10      |
| 41      | 11      | 12      | 13      | 14      | 15      | 16      | 17      |
| 42      | 18      | 19      | 20      | 21      | 22      | 23      | 24      |
| 43      | 25      | 26      | 27      | 28      | 29      | 30      | 31      |

| November | November | November | November | November | November | November | November |
| Kw       | Mo       | Di       | Mi       | Do       | Fr       | Sa       | So       |
| -------- | -------- | -------- | -------- | -------- | -------- | -------- | -------- |
| 44       | 1        | 2        | 3        | 4        | 5        | 6        | 7        |
| 45       | 8        | 9        | 10       | 11       | 12       | 13       | 14       |
| 46       | 15       | 16       | 17       | 18       | 19       | 20       | 21       |
| 47       | 22       | 23       | 24       | 25       | 26       | 27       | 28       |
| 48       | 29       | 30       |          |          |          |          |          |

| Dezember | Dezember | Dezember | Dezember | Dezember | Dezember | Dezember | Dezember |
| Kw       | Mo       | Di       | Mi       | Do       | Fr       | Sa       | So       |
| -------- | -------- | -------- | -------- | -------- | -------- | -------- | -------- |
| 48       |          |          | 1        | 2        | 3        | 4        | 5        |
| 49       | 6        | 7        | 8        | 9        | 10       | 11       | 12       |
| 50       | 13       | 14       | 15       | 16       | 17       | 18       | 19       |
| 51       | 20       | 21       | 22       | 23       | 24       | 25       | 26       |
| 52       | 27       | 28       | 29       | 30       | 31       |          |          |

## Ereignisse

### Politik und Weltgeschehen

#### Sechster Kreuzzug
- 27. Januar: Eine Abordnung unter der Führung von André de Longjumeau bricht im Auftrag des französischen Königs Ludwig IX. und des zyprischen Königs Heinrich I. von Zypern aus in Richtung Karakorum auf, um Verhandlungen mit dem mongolischen Großkhan aufzunehmen.
- Frühjahr: Zwischen den Niederlassungen der Seerepubliken Genua und Pisa in Akkon kommt es zu gewaltsamen Auseinandersetzungen, die auf Druck Ludwigs IX. rasch beendet werden.

Karte des Nildeltas im 13. Jahrhundert

- 19. Mai: Die Kreuzfahrerflotte bricht vom Königreich Zypern aus in See und segelt nach Ägypten. Am 4. Juni erreicht sie das Nildelta. Dort schlagen die Kreuzfahrer ein ayyubidisches Heer unter der Führung des Mamluken Fachr ad-Din Yusuf, das die Landung zu verhindern versucht. Die Geschlagenen ziehen sich nach Süden in die Provinzhauptstadt Achmoum-Tanah zurück, wo Sultan as-Salih mit dem Hauptheer lagert.
- 6. Juni: Die Kreuzfahrer nehmen während des Sechsten Kreuzzugs die ägyptische Stadt Damiette nahezu kampflos ein, nachdem diese von den Verteidigern geräumt worden ist. As-Salih zieht sich nilaufwärts nach Al-Mansura zurück. Ludwig lässt die zurückweichende ayyubidische Armee nicht verfolgen, sondern bleibt mit seinem Heer für fünfeinhalb Monate in Damiette. Damit vergibt er eine erfolgversprechende Möglichkeit, noch vor Einsetzen des sommerlichen Nilhochwassers durch das Nildelta nach Kairo vorzustoßen. Stattdessen wartet er auf Verstärkungen durch seinen Bruder, den Grafen Alfons von Poitiers. Sultan as-Salih hat inzwischen mühsam die Moral seiner Truppen wiederhergestellt und sein Hauptheer zusammengezogen.
- 24. Oktober: Alfons von Poitiers trifft mit einem großen Truppenkontingent und einer gefüllten Kriegskasse in Damiette ein.
- 20. November: Die Kreuzfahrer beginnen mit dem Vorstoß ins Landesinnere, der durch das schlammige Gelände, die zahlreichen Flussarme und Krankheiten aufgehalten wird.
- In der Nacht vom 22. auf den 23. November stirbt Sultan as-Salih. Sein junger Sohn und Erbe Turan Schah befindet sich im fernen Syrien und ist auf eine Machtübernahme in keiner Weise vorbereitet. Daraufhin ergreift eine Lieblingssklavin des toten Sultans, Schadschar ad-Durr, die über einigen Einfluss am Hof in Kairo verfügt, die Regentschaft für ihren Stiefsohn. Zusammen mit einigen treuen Beamten gelingt es ihr den Tod des Sultans vorerst geheim zu halten und eine Ordnung herzustellen, in welcher der zuvor noch in Ungnade gefallene Mamlukenemir, Fachr ad-Din Yusuf, den Oberbefehl über die Armee erhält. Dabei kommt ihr das langsame Vorrücken der Kreuzfahrer zugute.
- 20. Dezember: Der Sechste Kreuzzug erreicht die Stadt Al-Mansura, und die Kreuzfahrer beginnen mit der Belagerung der Stadt.

#### Heiliges Römisches Reich/Reichsitalien

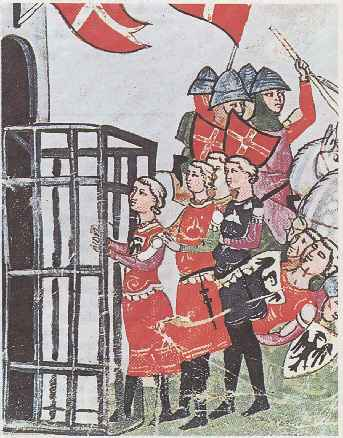
Enzio wird von den Bolognesern gefangen genommen, Bildnis aus einem mittelalterlichen Manuskript

- 26. Mai: In der Schlacht bei Fossalta schlagen die Milizen Bolognas, angeführt von ihrem Stadtvogt Filippo degli Ugoni und ihrem Bischof Ottaviano degli Ubaldini, bei Modena die kaiserlichen Truppen unter dem Kommando von König Enzio von Sardinien. Enzio gerät in die Gefangenschaft der Bologneser.
- 1. Juli: Mit dem Weißenfelser Vertrag erkennt der Großteil der thüringischen Grafen den Wettiner Heinrich III. von Meißen, den Erlauchten, als neuen Landgrafen von Thüringen an. Trotzdem geht der Thüringische Erbfolgekrieg noch rund 15 Jahre weiter.

#### Weitere Ereignisse in Europa
- Mai: Aus unbekannten Gründen dankt Jacopo Tiepolo als Doge von Venedig ab. Am 19. Juli stirbt er und wird als erster Doge an der Fassade der Kirche San Zanipolo beigesetzt. Zu seinem Nachfolger wird Marino Morosini gewählt.
- 8. Juli: Nach dem überraschenden Tod von Alexander II. auf den Hebriden folgt ihm sein achtjähriger Sohn Alexander III. auf den schottischen Thron. Die ersten Jahre seiner Herrschaft sind geprägt durch den Kampf um die Macht zwischen zwei verfeindeten Parteien: Walter Comyn, der Earl von Menteith, kämpft dabei gegen den Justiziar Alan Durward, der im Namen Alexanders das Land regiert.
- Der Deutsche Orden besiegt die Prußen. Der erste Prußenaufstand endet mit dem Vertrag von Christburg.
- Der portugiesische König Alfonso III. erobert die Städte Faro und Silves an der Algarve.
- Der zweite schwedische Kreuzzug nach Finnland beginnt unter der Führung von Birger Jarl.

#### Weitere Ereignisse in Nordafrika
- Nach dem Tod von Abu Zakariya Yahya I. folgt ihm sein Sohn Muhammad I. al-Mustansir auf den Thron der Hafsiden in Ifrīqiya.

#### Urkundliche Ersterwähnungen
- 17. September: Krumbach wird in einer päpstlichen Urkunde erstmals erwähnt.
- Erste urkundliche Erwähnung von Brügglen, Büren zum Hof, Frenkendorf, Hermrigen, Gebrazhofen, Merkendorf (Mittelfranken), Muskau, Schalunen, Schrozberg, Schwabsoien, Sigmaringendorf und Urtenen-Schönbühl

### Wirtschaft
- Erik Plogpenning führt in Dänemark die Pflugsteuer ein, wodurch es zu Aufständen in Schonen kommt.

### Wissenschaft und Technik
- University College, das älteste der 40 Colleges der University of Oxford, wird gegründet.

### Religion
- 9. März: Nach dem Tod von Siegfried III. von Eppstein wünscht sich Papst Innozenz IV. den Speyerer Bischof Heinrich von Leiningen als seinen Nachfolger als Erzbischof von Mainz. Stattdessen wird Christian II. von Bolanden vom Domkapitel gewählt und im Juli oder August vom Kölner Erzbischof Konrad von Hochstaden geweiht.

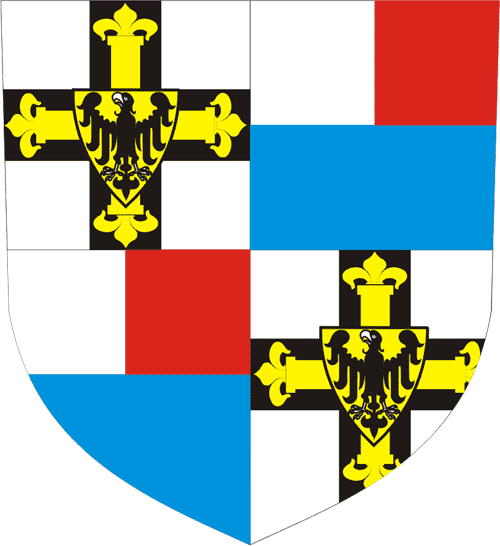
Hochmeisterwappen Gunthers von Wüllersleben

- 15. Juli: Nach dem Tod von Heinrich von Hohenlohe wird Gunther von Wüllersleben der achte Hochmeister des Deutschen Ordens.
- vor dem 5. November: Rudolf I. wird Bischof von Schwerin als Nachfolger des verstorbenen Wilhelm.

## Geboren

### Geburtsdatum gesichert
- 9. Juli: Kameyama, Tennō von Japan († 1305)
- 26. Dezember: Edmund, 2. Earl of Cornwall, englischer Magnat († 1300)

### Genaues Geburtsdatum unbekannt
- um 19. Dezember: Henry de Lacy, 3. Earl of Lincoln, englischer Magnat, Diplomat und Feldherr
- Friedrich von Baden-Österreich, Markgraf von Baden und Herzog von Österreich († 1268)
- Johann I., Herzog von Sachsen-Lauenburg († 1285)
- Peter Mauley, englischer Adeliger und Militär († 1308)
- Menachem ben Salomo, jüdischer Gelehrter und Talmud-Experte in Frankreich († 1306/1316)
- Robert III., Graf von Flandern († 1322)
- Walter V. von Châtillon, Herr von Châtillon, Graf von Porcéan und Connétable von Frankreich († 1329)
- Yeshe Rinchen, tibetischer Mönch, Kaiserlicher Lehrer des mongolischen Kaisers Shizu (Kublai Khan) († 1295)

### Geboren um 1249
- Erich V. Klipping, König von Dänemark († 1286)
- Humphrey de Bohun, 3. Earl of Hereford, englischer Magnat († 1298)
- Konstanze von Sizilien, Königin von Aragonien und Sizilien († 1302)

## Gestorben

### Erstes Halbjahr
- 15. Januar: Archambault IX., Herr von Bourbon (* um 1205)
- 15. Januar: Ludwig, Graf von Ravensberg
- 16. Januar: Lüthold II. von Rötteln, Bischof von Basel

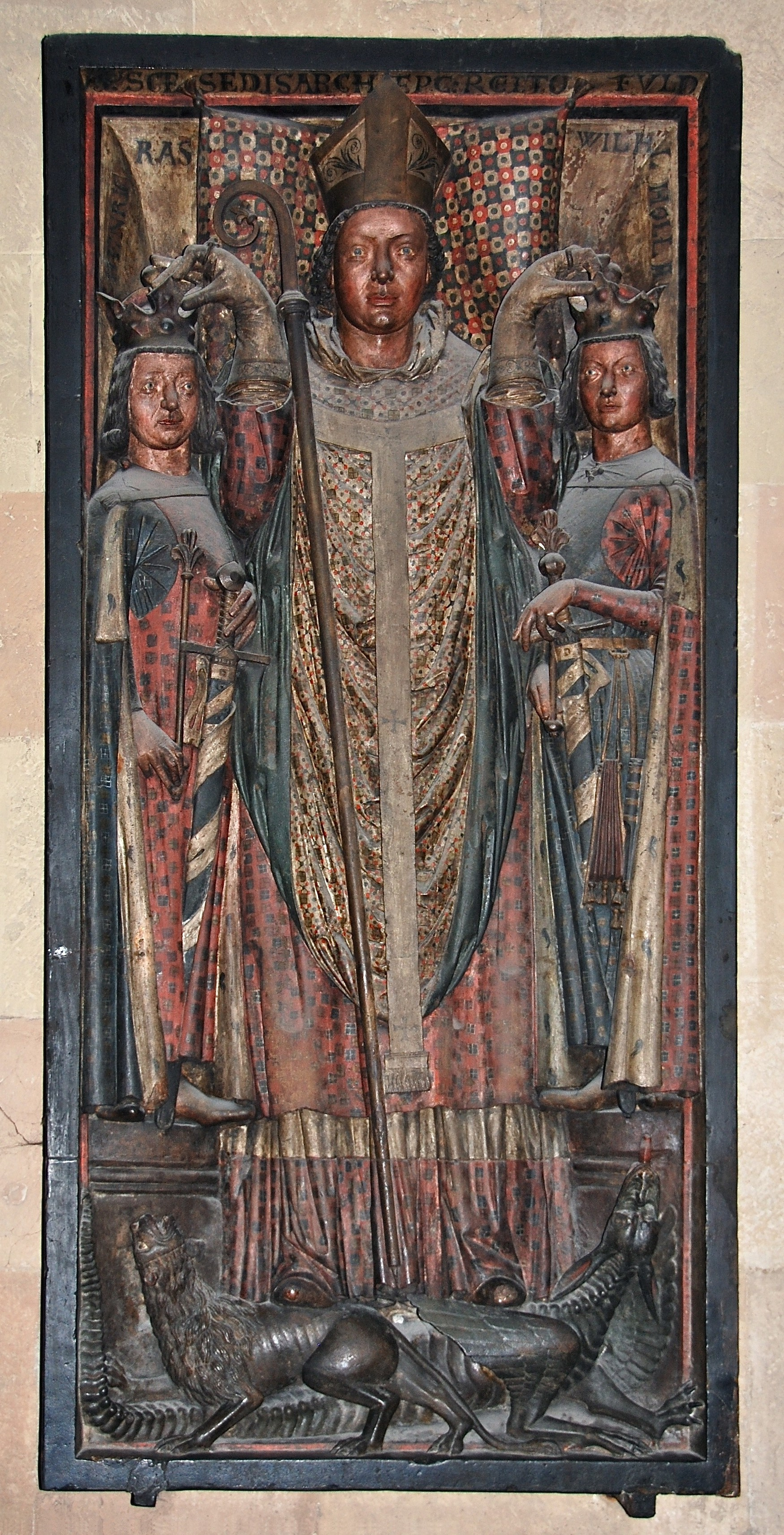
Siegfried III. von Eppstein, Grabdenkmal im Mainzer Dom

- 9. März: Siegfried III. von Eppstein, Erzbischof und Kurfürst von Mainz, Erzkanzler des Heiligen Römischen Reiches (* um 1194)
- 25. März: Peter, Graf von Vendôme (* um 1200)
- 27. März: Otto III. von Holland, Bischof von Utrecht
- vor April: Johann I., Graf von Montfort
- 13. April: Leutold I., steirischer Ministeriale
- April: Petrus de Vinea, Protonotarius und Kanzler des römisch-deutschen Kaisers und Königs von Sizilien Friedrich II. (* vor 1200)
- Mai: Richard von Chieti, unehelicher Sohn von Friedrich II. (* um 1223)
- vor Juni: Jaczo von Salzwedel, Vasall der pommerschen Herzöge und Begründer der Grafschaft Gützkow
- 5. Juni: Hugo X. von Lusignan, Herr von Lusignan, Graf von La Marche und Angoulême
- 5./6. Juni: Eustorgue de Montaigu, Erzbischof von Nikosia
- 7. Juni: Wizlaw I., Fürst von Rügen (* um 1180)
- 28. Juni: Adolf I., Graf von der Mark, von Altena und von Krickenbeck sowie Vogt des Klosters Cappenberg und des Klosters Werden, Gründer der Stadt Hamm (* vor 1182)

### Zweites Halbjahr

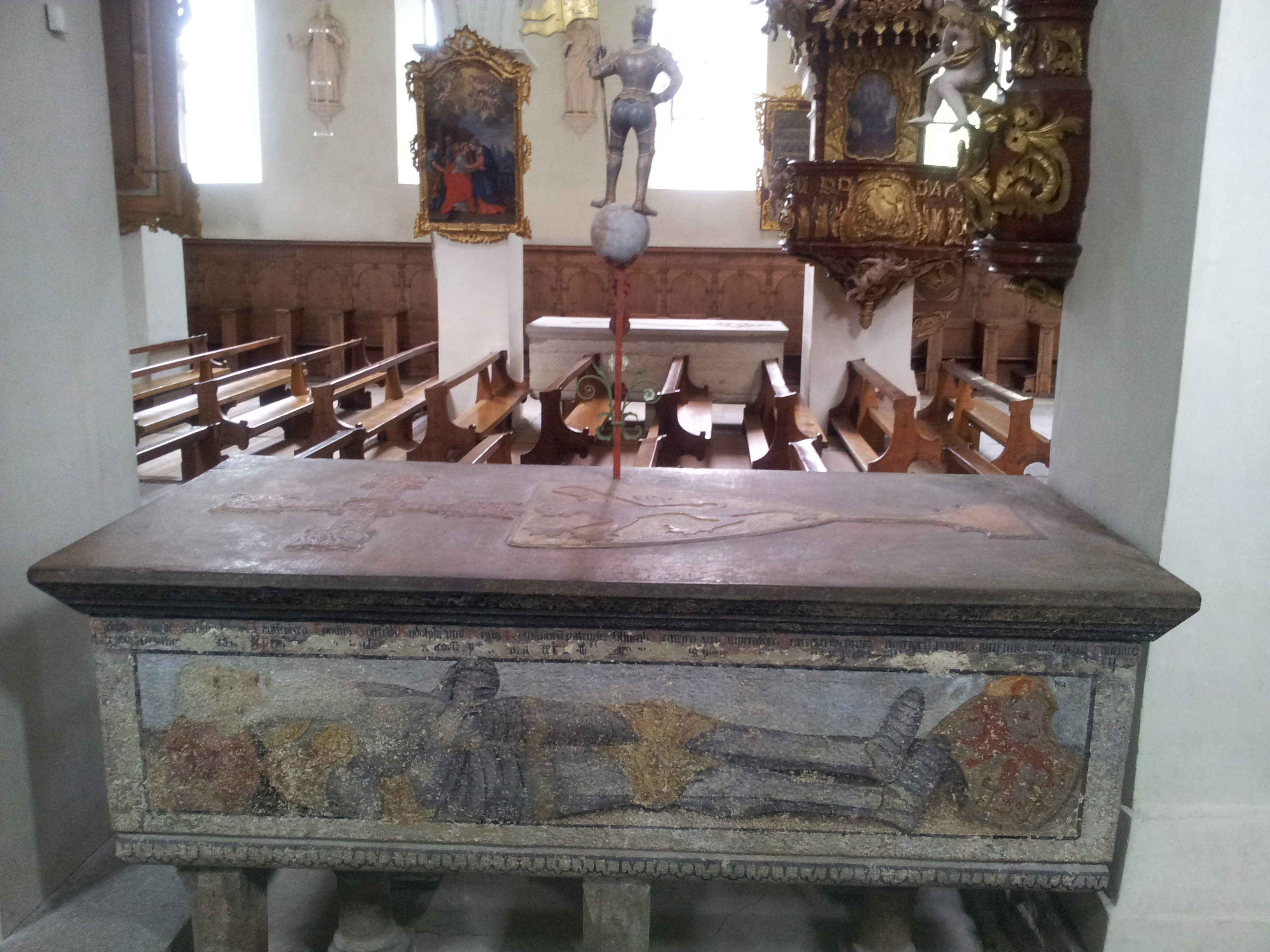
Sarkophag Rudolfs III. im Kloster Wettingen

- 6. Juli: Rudolf I., Graf von Habsburg-Laufenburg, Landgraf im Klettau
- 8. Juli: Alexander II., König von Schottland (* 1198)
- 15. Juli: Heinrich von Hohenlohe, Hochmeister des Deutschen Ordens (* um 1200)

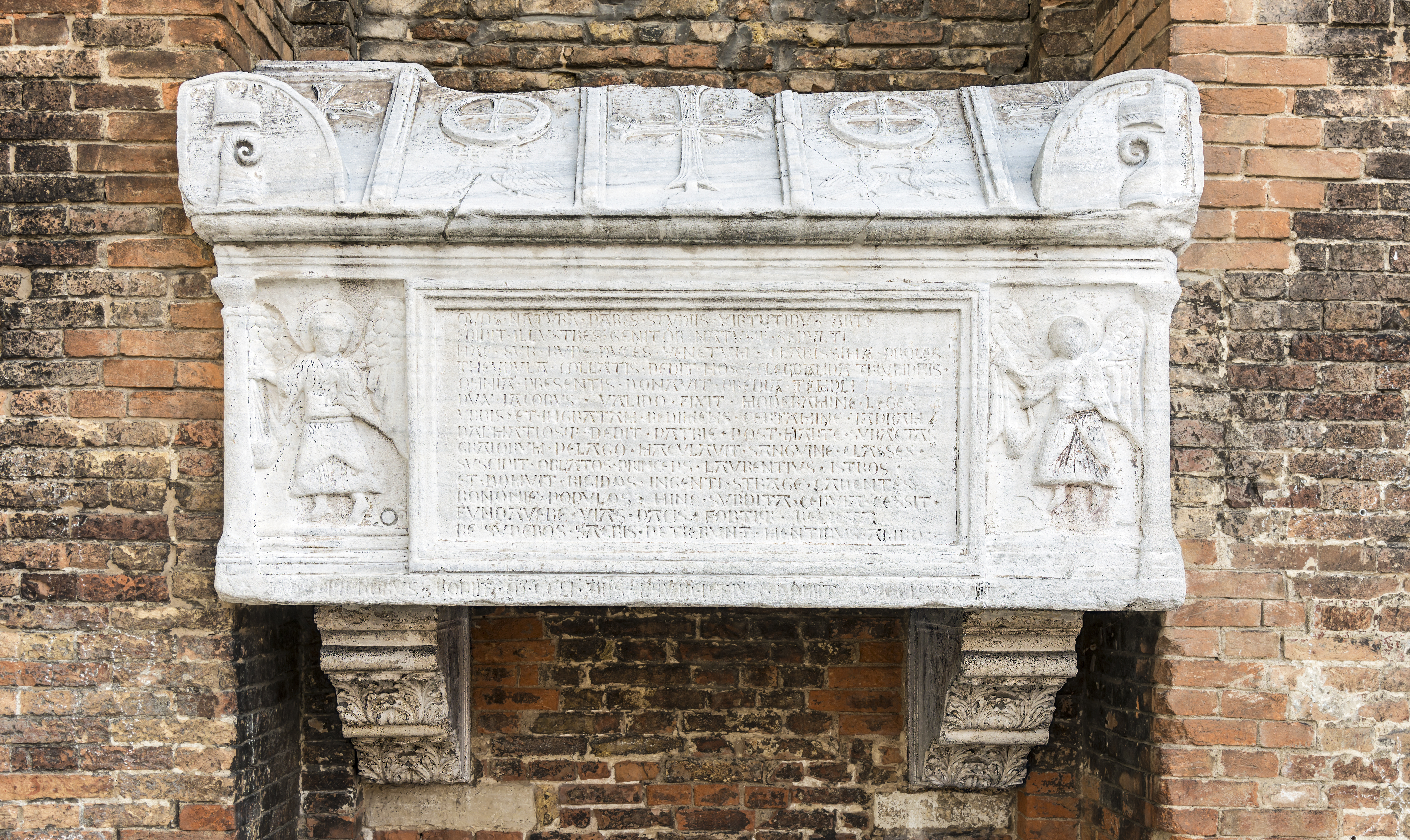
Grabmal Jacopo Tiepolo

- 19. Juli: Jacopo Tiepolo, Doge von Venedig
- nach Sommer: Gui de Melun, französischer Kreuzritter und Chronist
- 27. September: Raimund VII., Graf von Toulouse und Markgraf der Provence (* 1197)
- 9. Oktober: Peter Karlotus, Bischof von Noyon (* 1205/1209)
- 23. Oktober: Johannes Bonus, italienischer Laienbruder (* 1168)
- 15. November: Guillaume III. des Barres, französischer Ritter und Kreuzfahrer (* um 1187)
- 22. November/23. November: as-Salih, Sultan der Ayyubiden in Ägypten
- 18. Dezember: Konrad II. von Riesenberg, Bischof von Hildesheim

### Genaues Todesdatum unbekannt
- Ulrich II., Graf von Pfannberg, Landrichter der Steiermark und Vogt von St. Paul
- Wilhelm, Bischof von Schwerin
- Wilhelm von Auvergne, französischer Philosoph und Bischof von Paris (* um 1180)
- Abu Zakariya Yahya I., Herrscher der Hafsiden in Ifriqiya (* 1203)

### Gestorben um 1249
- 1248/1249: Johann I., Graf von Dreux und Braine (* 1215)
- 1249/1250: Pierre de Courtenay, französischer Ritter und Herr von Conches-en-Ouche und Mehun-sur-Yèvre (* um 1218)